# اراغواري
اراغواري هي مدينة، وبلدية في البرازيل، تقع في ميناس جرايس، بلغ عدد سكانها 116,871  نسمة وذلك حسب إحصائيات سنة 2016، تبلغ مساحتها 1,054.3 ميل مربع (2,731 كـم2).

## الموقع
تشترك في الحدود مع:
- Estrela do Sul [الإنجليزية]‏.